# بليز كواسي
بليز كواسي (بالفرنسية: Blaise Kouassi)‏ (مواليد 2 فبراير 1975) هو لاعب كرة قدم. يلعب مع منتخب كوت ديفوار لكرة القدم. سبق له أن لعب في كأس العالم لكرة القدم مع منتخب بلاده.

## روابط خارجية
- بليز كواسي على موقع رابطة كرة القدم الفرنسية للمحترفين (الإنجليزية)
- بليز كواسي على موقع قاعدة بيانات كرة القدم.إي يو (الإنجليزية)
- بليز كواسي على موقع ليكيب (الفرنسية)
- بليز كواسي على موقع ناشيونال فوتبول تيمز (الإنجليزية)
- بليز كواسي على موقع Soccerway.com (الإنجليزية)